# Thajsko na Letních olympijských hrách 1992
Thajsko se účastnilo Letní olympiády 1992 ve španělské Barceloně. Zastupovalo ho 46 sportovců (23 mužů a 23 žen) v 9 sportech.

## Medailisté
| Medaile | Jméno           | Sport | Soutěž                           |
| ------- | --------------- | ----- | -------------------------------- |
| Bronz   | Arkhom Chenglai | Box   | Muži váha lehká střední do 67 kg |